# Kultura
Kultura — польський літературно-політичний часопис, який виходив з 1947 по 2000 рік спочатку в Римі, а потім в Парижі. Засновником та головним редактором журналу був Єжи Ґедройць. Часопис відігравав важливу роль у польському літературному житті. Часопис публікував полемічні статті Нобелівських лауреатів Чеслава Мілоша та Віслави Шимборської, а також інших польських інтелектуалів таких, як Вітольд Ґомбрович, Марек Гласко, Юзеф Чапський, Анджей Бобковський, Анджей Хцюк та ін.
З українських еміграційних діячів з «Культурою» співпрацювали Богдан Осадчук, Юрій Лавріненко, Юрій Шевельов, Іван Лисяк-Рудницький, Борис Левицький, Іван Кедрин, Іван Кошелівець та ін.
Часопис відіграв важливу роль у примиренні поляків з українцями, білорусами та литовцями тим, що був першим польським інтелектуальним колом, яке в 1950-ті роки захищало ідею визнання повоєнних східних кордонів Польщі. 
Концепція підтримки незалежності східних сусідів Польщі, вироблена Юліушем Мєрошевським, мала великий вплив на зовнішню політику Польщі після 1989 року.
Журнал припинив існування після смерті Ґедройця згідно з його останньою волею.

## Українські видання в Бібліотеці «Культури»
З ініціативи і коштом Єжи Ґедройця у Бібліотеці «Культури» з'явилася друком антологія української літератури 1917–1933 років «Розстріляне відродження», що її на замовлення Ґедройця підготував Юрій Лавріненко. «Розстріляне відродження» як пропозиція назви книжки вперше прозвучала у листі Ґедройця до Лавріненка від 13 серпня 1958 року: «Щодо назви. Чи не було би, може, добре дати як загальну назву: „Розстріляне відродження. Антологія 1917–1933 etc.“ Назва тоді звучала би ефектно. З другого боку, скромна назва „Антологія“ може тільки полегшити проникнення за залізну завісу. Що Ви думаєте?»
Після виходу книжки Єжи Ґедройць коштом редакції надіслав був рецензійні примірники антології до Спілки Письменників у Києві та до українських радянських журналів.
У 1969 році у Бібліотеці «Культури» з'явилася друга українська антологія — «дисидентська» — яку на замовлення Ґедройця впорядкував Іван Кошелівець : «Україна 1956–1968».